# Campionati europei juniores di scherma 2015
I Campionati europei juniores di scherma del 2015 (2015 European Juniors Fencing Championships) sono stati organizzati dalla Confederazione europea di scherma e si sono svolti a Maribor, in Slovenia, dal 1º al 5 marzo 2015.
Nel fioretto, si sono aggiudicati i titoli di campione europeo l'italiano Damiano Rosatelli, che ha battuto in finale il magiaro Daniel Dosa, e la russa Oksana Martines Hauregi che ha avuto la meglio sulla tedesca Leonie Ebert.
Nella spada l'israeliano Yuval Shalom Freilich ha battuto in finale il magiaro Zsombor Bányai, mentre tra le donne la magiara Anna Kun ha superato l'italiana Roberta Marzani.
Nella sciabola il russo Dmitrij Danilenko ha prevalso sull'italiano Francesco Bonsanto, mentre la magiara Anna Márton ha battuto la russa Jana Obvinceva.
Nei campionati europei juniores a squadre maschili, la nazionale russa ha prevalso nella finale del fioretto contro l'Italia, mentre la nazionale francese ha vinto nella spada contro la formazione magiara, ed infine la nazionale tedesca ha avuto la meglio sulla compagine italiana nella sciabola.
Nei campionati europei juniores a squadre femminili, la nazionale russa ha prevalso nella finale del fioretto contro la Polonia, la Germania ha vinto nella spada contro la compagine russa, ed infine la formazione russa ha avuto la meglio sulla nazionale francese nella sciabola.

## Podi

### Uomini
| Specialità  | Oro                                                                            | Argento                                                                       | Bronzo                                                                      |
| Individuali |                                                                                |                                                                               |                                                                             |
| Fioretto    | Damiano Rosatelli                                                              | Daniel Dosa                                                                   | Maximilien Chastanet Kolja Dahlin                                           |
| Spada       | Yuval Shalom Freilich                                                          | Zsombor Bányai                                                                | Volodymyr Stankevyč Peter Bitsch                                            |
| Sciabola    | Dmitrij Danilenko                                                              | Francesco Bonsanto                                                            | Il'ja Andreev Kostiantyn Voronov                                            |
| A squadre   |                                                                                |                                                                               |                                                                             |
| Fioretto    | Russia Iskander Achmetov Anton Zacharikov Dmitrij Trofimov Aleksandr Pivovarov | Italia Damiano Rosatelli Lorenzo Francella Francesco Ingargiola Tommaso Ciuti | Germania Bjoern-Erik Weiner Felix Klein Ciaran Veitenheimer Dominik Schoppa |
| Spada       | Francia Nelson Lopez-Pourtier Hippolyte Bouillot Romain Cannone Clement Dorigo | Ungheria Patrik Esztergályos Gergely Siklósi Zsombor Bányai Dávid Nagy        | Israele Maxim Pozdnyakov Ariel Vinnicky Yuval Shalom Freilich Ariel Drizin  |
| Sciabola    | Germania Rouven Redwanz Domenik Koch Eduard Gert Simon Rapp                    | Italia Eugenio Castello Dario Cavaliere Francesco Bonsanto Iacopo Rinaldi     | Russia Dmitrij Danilenko Kirill Efimov Rostislav Krasil'nikov Il'ja Andreev |

### Donne
| Specialità  | Oro                                                                                    | Argento                                                                   | Bronzo                                                                   |
| Individuali |                                                                                        |                                                                           |                                                                          |
| Fioretto    | Oksana Martines Hauregi                                                                | Leonie Ebert                                                              | Flóra Pásztor Elisabetta Bianchin                                        |
| Spada       | Anna Kun                                                                               | Roberta Marzani                                                           | Inna Brovko Asa Linde                                                    |
| Sciabola    | Anna Márton                                                                            | Jana Obvinceva                                                            | Anna Bašta Caroline Queroli                                              |
| A squadre   |                                                                                        |                                                                           |                                                                          |
| Fioretto    | Russia Oksana Martines Hauregi Kristina Samsonova Tat'jana Goloseeva Marta Mart'janova | Polonia Julia Chrzanowska Anna Szymczak Martyna Długosz Julia Walczyk     | Italia Erica Cipressa Camilla Rivano Claudia Borella Elisabetta Bianchin |
| Spada       | Germania Alexandra Ehler Kristin Werner Anna Hornischer Nadine Stahlberg               | Russia Alena Komarova Dar'ja Filina Marija Obrazcova Viktorija Kuzmenkova | Italia Eleonora De Marchi Roberta Marzani Alice Clerici Nicol Foietta    |
| Sciabola    | Russia Svetlana Ševelëva Jana Obvinceva Valerija Bol'šakova Anna Bašta                 | Francia Sara Balzer Caroline Queroli Manon Apithy-Brunet Margaux Rifkiss  | Italia Chiara Mormile Eloisa Passaro Sofia Ciaraglia Rebecca Gargano     |